# Arafoe aromatica
Arafoe aromatica là một loài thực vật có hoa trong họ Hoa tán. Loài này được Pimenov & Lavrova mô tả khoa học đầu tiên năm 1989.